# Национальный стадион (Лима)
Национальный стадион Перу (исп. Estadio Nacional del Perú) — стадион, расположенный в Лиме. Это третий по вместительности стадион страны после «Монументаля У» и «Универсидад Сан-Маркос». Неофициально называется «Национальным стадионом имени Хосе Диаса», поскольку находится на улице Хосе Диаса. На Национальном стадионе проводит свои матчи сборная Перу по футболу.

## История
Национальный стадион был построен на месте старой арены, которая называлась Старым национальным стадионом (исп. Viejo Estadio Nacional) и принимала 3 розыгрыша чемпионатов Южной Америки (стадион был построен ещё в 1897 году). Новый же Национальный стадион был построен в рамках подготовки к чемпионату Южной Америки 1953 года. Стадион является собственностью IPD (Института спорта Перу).
24 мая 1964 года здесь произошла трагедия, в результате которой погибло свыше 300 человек. Это произошло из-за беспорядков, начавшихся после финального квалификационного матча к Олимпийским играм 1964, в котором сборная Аргентины с минимальным счётом обыграла хозяев. В результате, из соображений безопасности, вместимость арены была сокращена с 48 000 до 42 000 мест.
В 1972 году «Университарио» принимал соперников в розыгрыше Кубка Либертадорес на Национальном стадионе, поскольку на тот момент стадиона «Монументаль У» ещё не существовало. Это был первый в истории финал главного южноамериканского клубного турнира с участием перуанского клуба. В 1997 году «Спортинг Кристал» повторил достижение «Университарио», также сумев дойти до финала Кубка Либертадорес.
Помимо финала упомянутого чемпионата Южной Америки 1953, Национальный стадион Перу принимал также финалы Кубка Америки 1975 (тогда турнир проходил по олимпийской системе и перуанцы принимали ставший в итоге победным финал, разумеется, на Национальном стадионе) и 2004.
На Национальном стадионе Перу часто проводятся концерты и массовые шоу. Можно выделить следующих артистов, выступавших здесь: Фил Коллинз, Карлос Сантана, Travis, R.E.M., Soda Stereo, Deep Purple, Whitesnake, Cyndi Lauper, Хуан Луис Герра, Давид Бисбаль, Алехандро Санс, La Oreja de Van Gogh, Iron Maiden, The B-52's, New York Dolls, Kiss, Марк Энтони, Oasis, Бой Джордж, RBD, Jonas Brothers, Деми Ловато, Дэвид Арчулета, Джастин Бибер.
В 1992, 1996, 2004 годах на стадионе проводилась реконструкция. К 2015 году планировалось увеличить вместительность до 60 000 зрителей специально к Панамериканским играм.

## Финалы крупных турниров
- Чемпионат Южной Америки 1953
- Кубок Либертадорес 1972
- Кубок Америки 1975
- Кубок Либертадорес 1997
- Кубок Америки 2004